# Panský rybník (Kouty u Bystrého)
Panský rybník je rybník o rozloze vodní plochy asi 0,6 ha, zhruba obdélníkovitého tvaru, nalézající se v lese na Janovském potoce asi 600 m jihozápadně od obce Janov v okrese Rychnov nad Kněžnou. Leží na katastru obce Bystré. Na hrázi rybníka se nalézá rozcestí červené turistické značené trasy 0414 a žluté turistické značené trasy 7257. Je zakreslen již na mapovém listě č. 97 z prvního vojenského mapování z let 1764–1768. 
Rybník je využíván pro chov ryb.

## Galerie

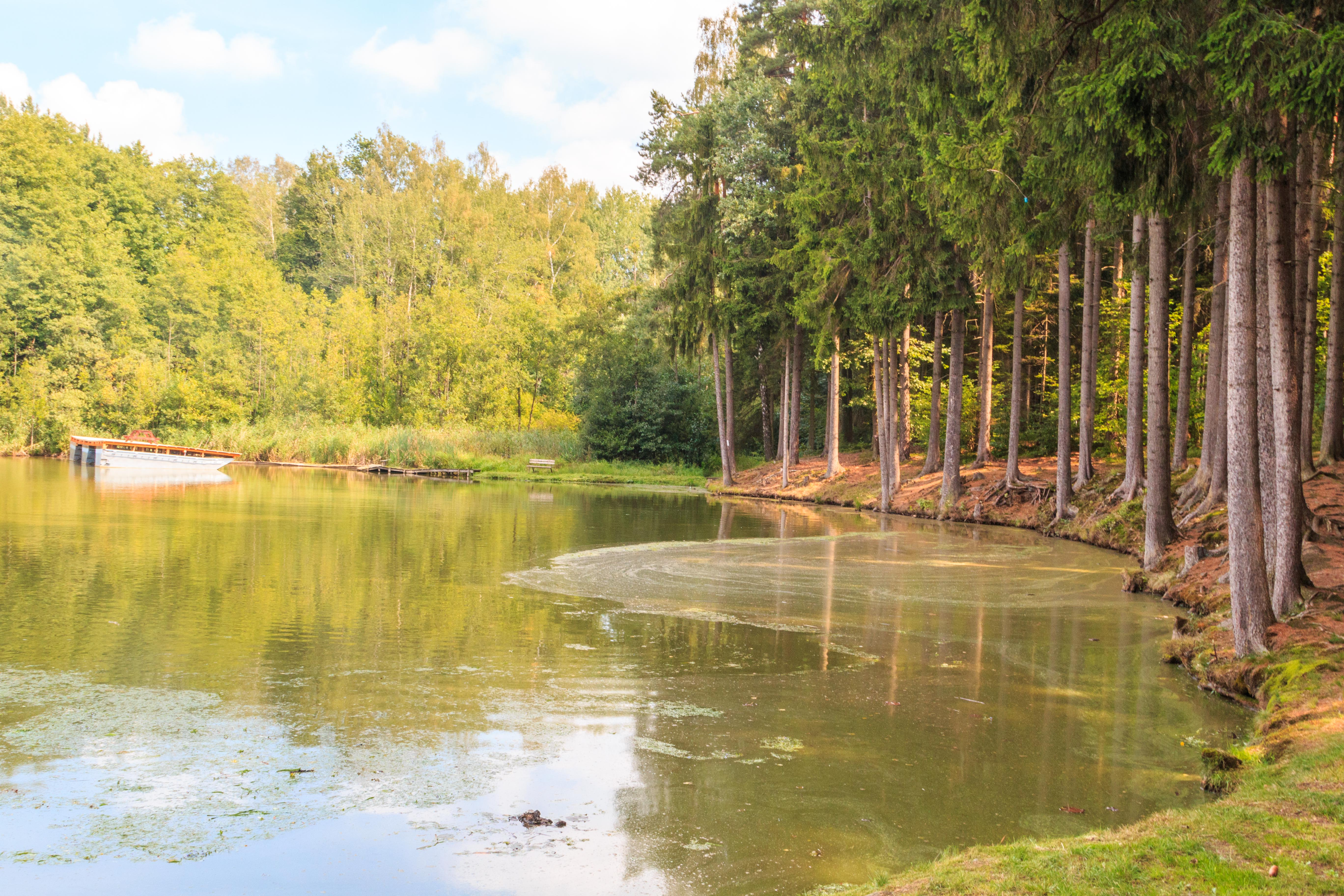
Panský rybník v Koutech u Bystrého
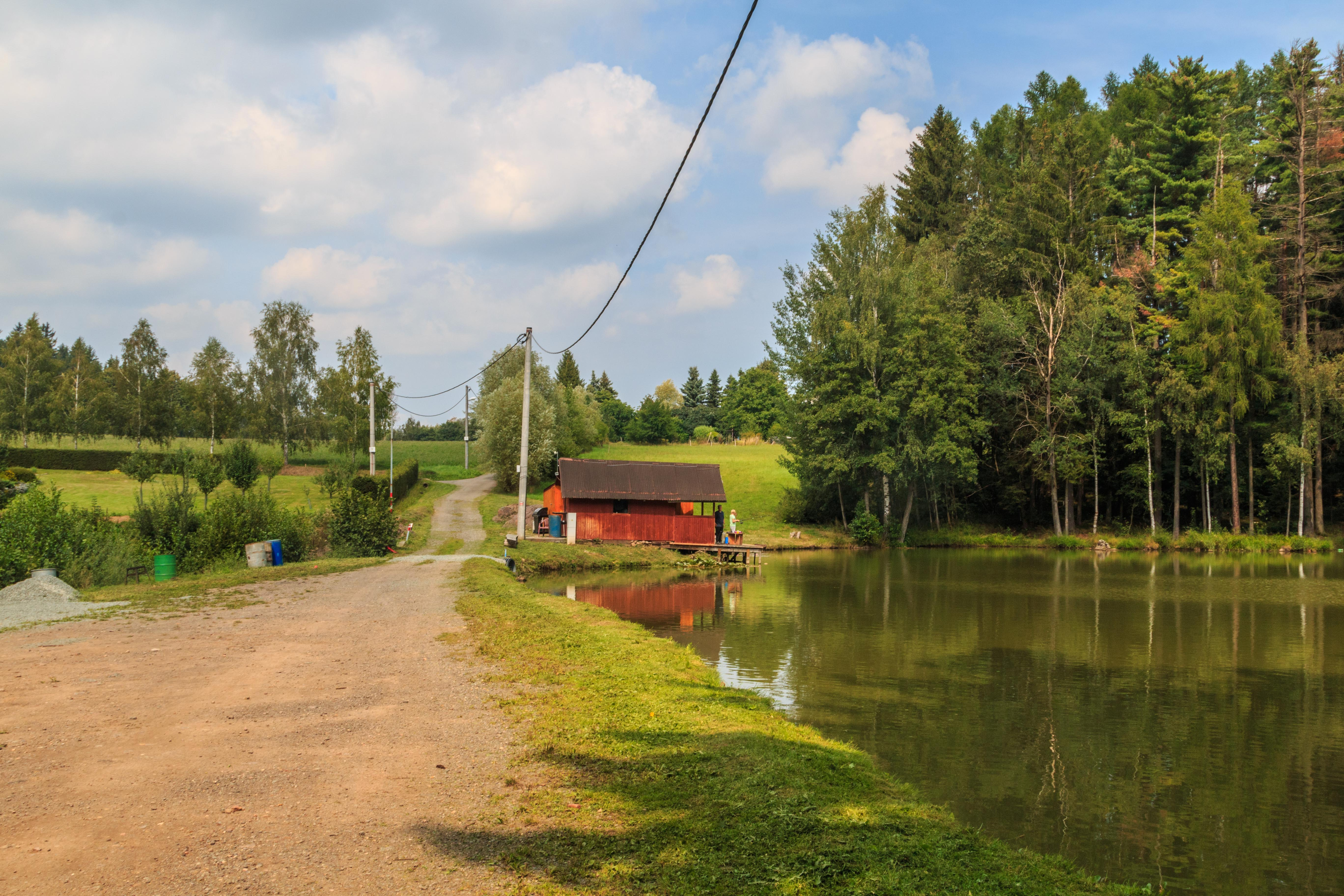
Panský rybník v Koutech u Bystrého